# Mirror Mirror (sång av Solid Base)
"Mirror Mirror" är en låt av den svenska eurodancegruppen Solid Base, släppt 1996 som tredje singel från deras debutalbum, Finally. Låten blev en stor hit i Norge, toppade som plats 6 och tillbringade totalt 11 veckor inom VG-lista. En tillhörande musikvideo inspelad i Frognerparken i Oslo släpptes också.

## Låtlista
- CD maxi, Sverige

1. "Mirror Mirror" (Radio Mix) – 3:19
2. "Mirror Mirror" (Dancefloor Dunka Dunka Mix) – 4:28
3. "Mirror Mirror" (Birch & Chris Club Mix) – 5:27
4. "Mirror Mirror" (Snipers Remix) – 5:05